# Shiselweni
Shiselweni is een district van Swaziland, gelegen in het zuidwesten van het land. Het district beslaat een oppervlakte van 3790 km² en er wonen 217.000 mensen (1997). De hoofdplaats is Nhlangano.
Hhohho · Lubombo · Manzini · Shiselweni